# En celo
«En celo» es una canción del grupo musical español Danza Invisible, incluida en su álbum de estudio Catalina.

## Descripción
Es el tercer sencillo que se extrajo del álbum Catalina, publicado en 1990. Se trata de un tema romántico, centrado en el fantasma de los celos, según los vive en primera persona el solista.
El tema está incluido en el recopilatorio Treinta Tacos (2012).